# Marta Leonori
Marta Leonori (Roma, 23 novembre 1977) è una politica italiana.

## Biografia
È laureata in economia aziendale presso l'Università degli Studi Roma Tre, dopo la quale ha conseguito un master in innovazione e management delle amministrazioni pubbliche. Ha lavorato alla fondazione Italianieuropei, di cui è stata direttrice.

### Attività politica
Durante l'esperienza universitaria è stata eletta rappresentante degli studenti nel Consiglio di Facoltà; in seguito ha ricoperto il ruolo di coordinatrice delle donne dei Democratici di Sinistra nel Municipio Roma XI e responsabile per l'università nella segreteria romana dei Democratici di Sinistra, e dopo la fondazione del Partito Democratico è stata presidente del partito del Lazio.
Alle elezioni politiche del 2013 viene eletta deputata della XVII legislatura nella circoscrizione Lazio 1 per il Partito Democratico, ma si dimette dopo pochi mesi, a luglio 2013, per dedicarsi all'incarico di assessore alle attività produttive di Roma Capitale nella giunta di Ignazio Marino, fino alla sua decadenza da sindaco nell'ottobre 2015.
Successivamente è stata consulente per la semplificazione al Dipartimento della funzione pubblica e dal 2016 al 2018 Commissario straordinario di Formez PA.
Si candida alle elezioni regionali nel Lazio del 2018 per il Partito Democratico, a sostegno del presidente uscente Nicola Zingaretti, venendo eletta in consiglio regionale del Lazio; rimane in carica fino al 2023.